# 丸専デパート
丸専デパート（まるせんでぱーと、英称：Marusen Department Store）は、新潟県長岡市の大手通り商店街で協同組合丸専が運営していた寄合百貨店。

## 概要
1960年12月15日、長岡市大手通り商店街周辺の中小規模専門店が集まった協同組合方式で、3階建ての店舗を建設し、寄合百貨店丸専デパートを開業。
近隣に進出していた百貨店に対抗して開業した。
開業当初から「店内を歩くのも苦労するほど」賑わって6階建てにして増床するほどの集客力を誇り、同年代にできたイチムラ百貨店(1954年4月25日)、長岡大和（1958年10月）、長岡丸大店(1962年12月)と共に地方百貨店として長岡駅前の大手通りに軒を連ねていた。
丸専は呉服商として和服部門を主としており、テレビのCMでは「きものの丸専」というキャッチコピーを掲げていた。
丸専は商圏エリアの拡大のため群馬県高崎市にも進出していた時期もあり、県内に留まらない多店舗展開を行っていた。
バブル期を迎えた1980年代以降は川西の郊外に限らず駅周辺にもGMSのイトーヨーカドー丸大とダイエーが進出し、90年代までは大型店舗が大手通りに立ち並ぶ全盛期となった。
しかし、長岡駅の近隣にこのGMSが出店したことで大手通り商店通りに立ち寄る客足が鈍った。
1989年10月27日には川西の郊外に商店組合と共同で誘致したジャスコ長岡店が開業し、こんどは駅周辺から人通りが減少した。
駅周辺からは長崎屋、ダックシティ
、ザ・プライスが90年代以降に相次いで撤退するなど大手通り商店街の集客力は急速に陰りを見せた。
丸専は客足減少の影響を受けたテナントが相次いで撤退した為、需要の高いカラオケ店を入れるなどのテコ入れを図った。
2007年4月20日、市街地再開発事業の開始に伴い、閉店となった。
営業末期は建物の老朽化もあり、館内も営業階を1階に限定し、わずか8店舗が営業するのみとなっていた。
建物の解体後、再開発事業によって跡地にはフェニックス大手を構成する施設として｢フェニックス大手ウェスト｣を丸専が自ら建設。
上層階は｢アーバンプレイス長岡｣と命名した分譲のマンションとした。
（建物データは日生不動産販売の公式ホームページを参照）
呉服商の事業は丸専第一衣料株式会社が引き継いでいたが、資金繰りの問題から2020年3月をもって事業を停止している。